# خین مارلار تون
خین مارلار تون (انگلیسی: Khin Marlar Tun؛ زادهٔ ۲۱ سپتامبر ۱۹۸۹) بازیکن فوتبال اهل میانمار است.

وی همچنین در تیم ملی فوتبال زنان میانمار بازی کرده‌است.